# Isère (folyó)
Az Isère (IPA: [izɛʁ] kiejtéseⓘ, arpitánul Isera, okcitánul Isèra) folyó Franciaországban, a Rhône bal oldali mellékfolyója.

## Földrajzi adatok
Franciaország délkeleti részén, Savoie megyében ered az Alpokban 2815 méteres tengerszint feletti magasságban, a Mont Blanc közvetlen közelében,  kanyargós futással előbb északnyugatnak, majd délnyugatnak tart, és Valence városától északra, Drôme megyében torkollik a Rhône-ba. Hossza 286 km, vízgyűjtő területe 11 890 km², míg az átlagos vízhozama 330 m³ másodpercenként.

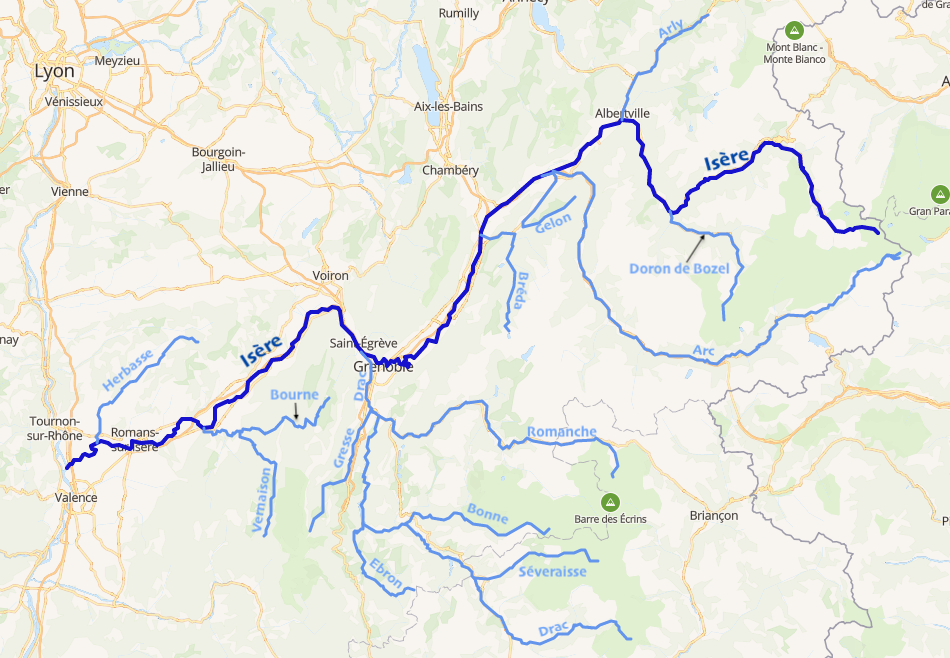
Az Isère mellékfolyói

Mellékfolyói az Arly, az Arc, a Drac és a Bourne.

## Megyék és városok a folyó mentén
- Savoie: Bourg-Saint-Maurice, Albertville.
- Isère: Grenoble
- Drôme: Romans-sur-Isère

## Képek

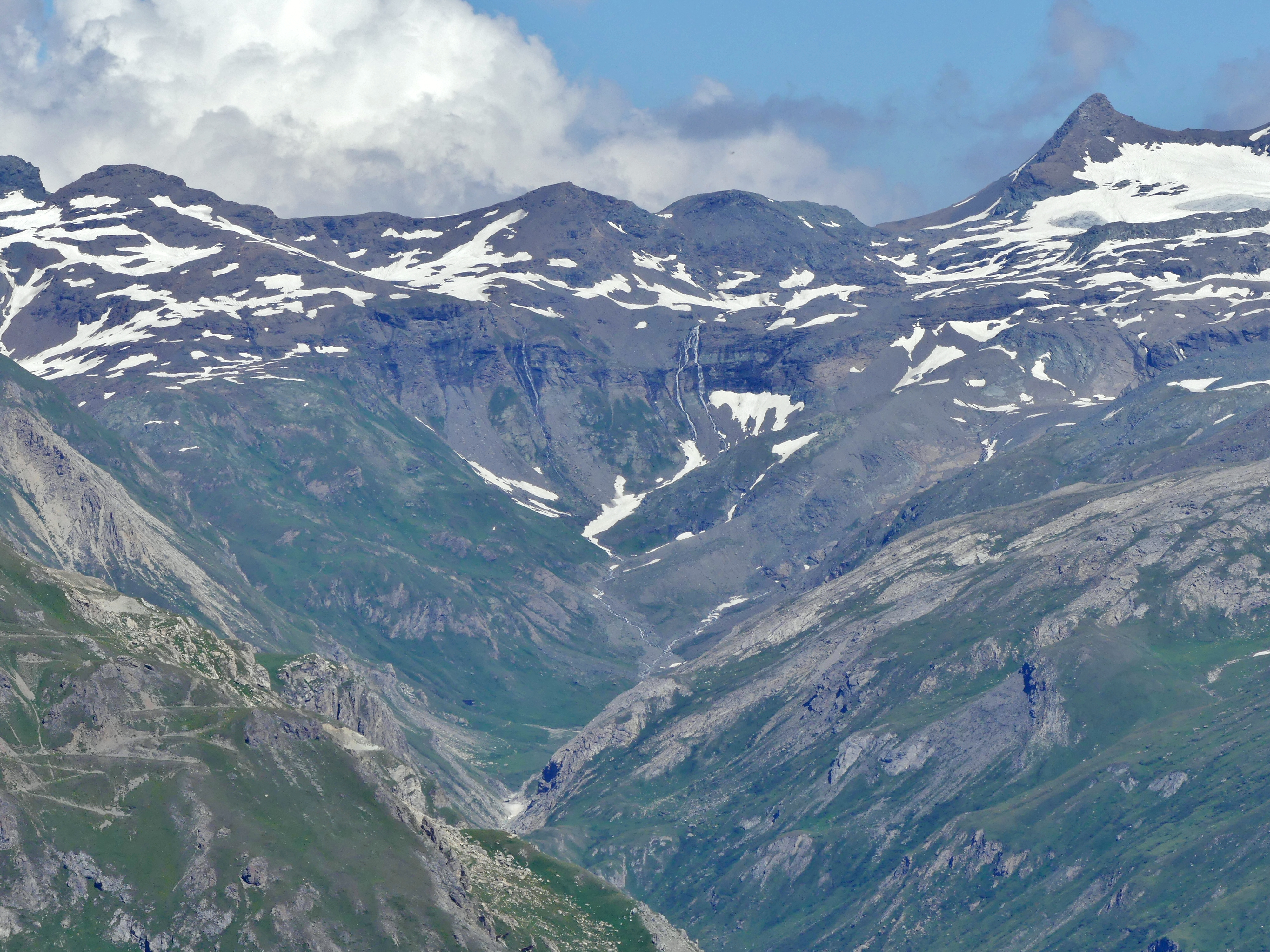
Az Isère forrása
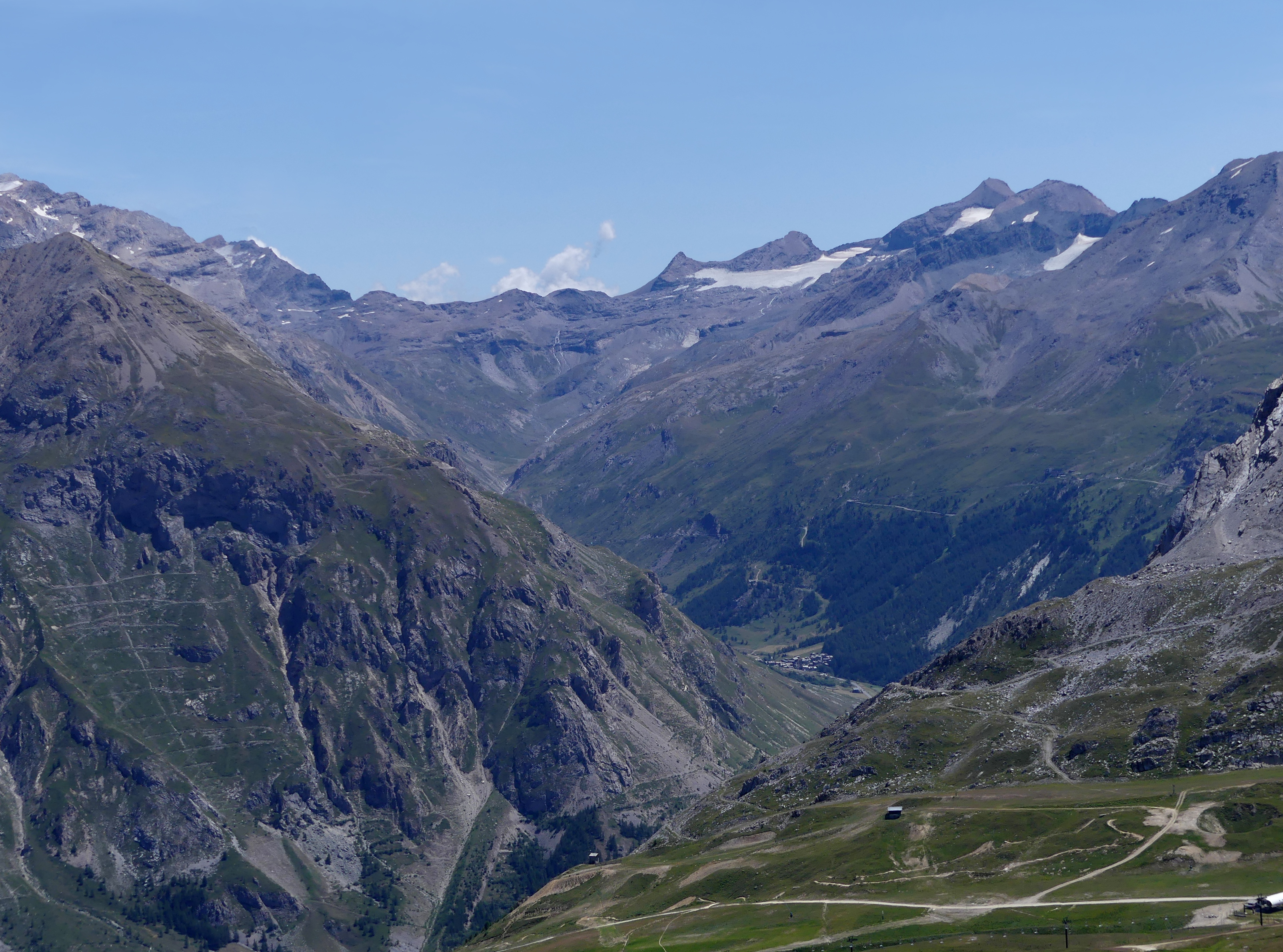
A folyó völgye a forrás közelében
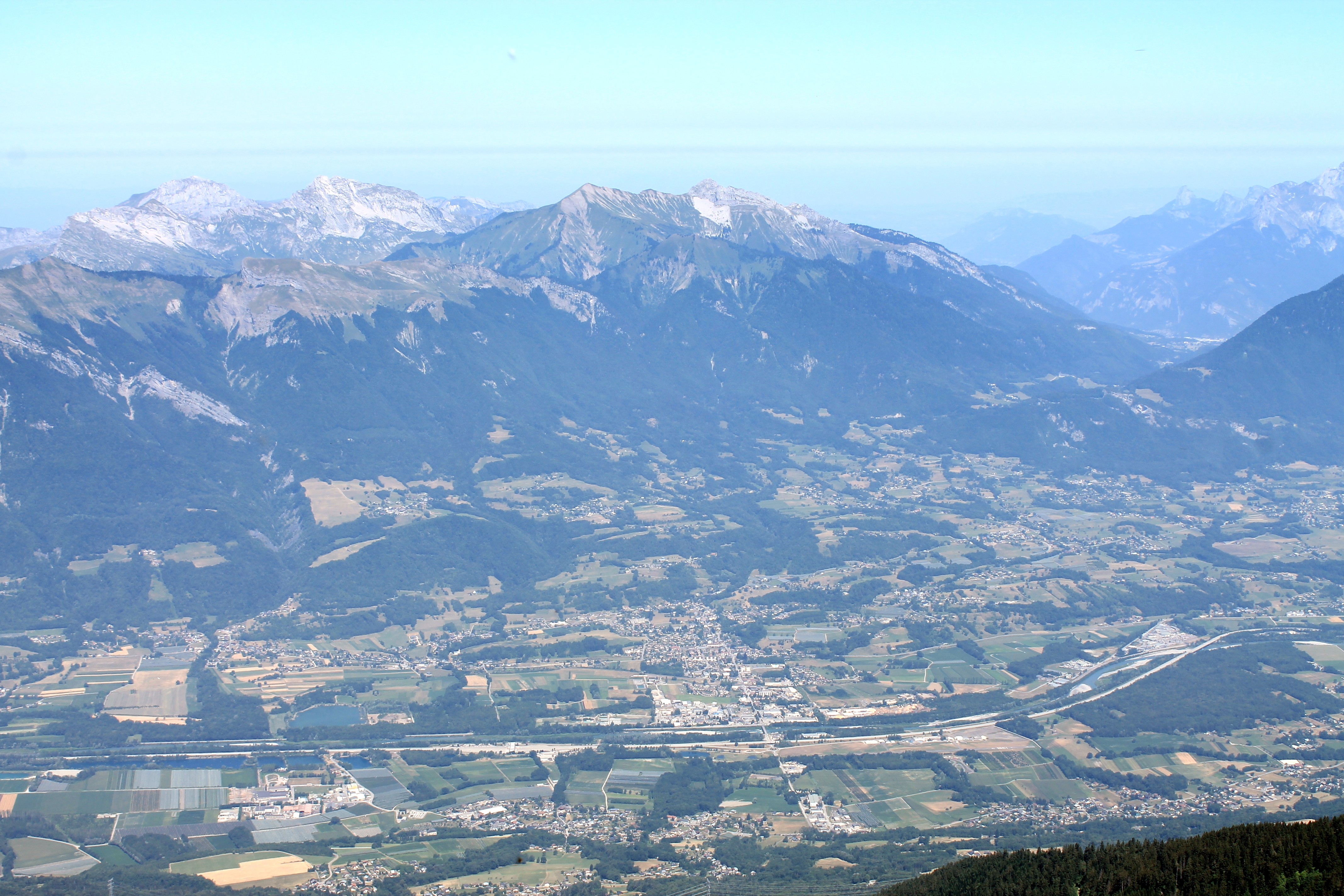
Frontenexnél
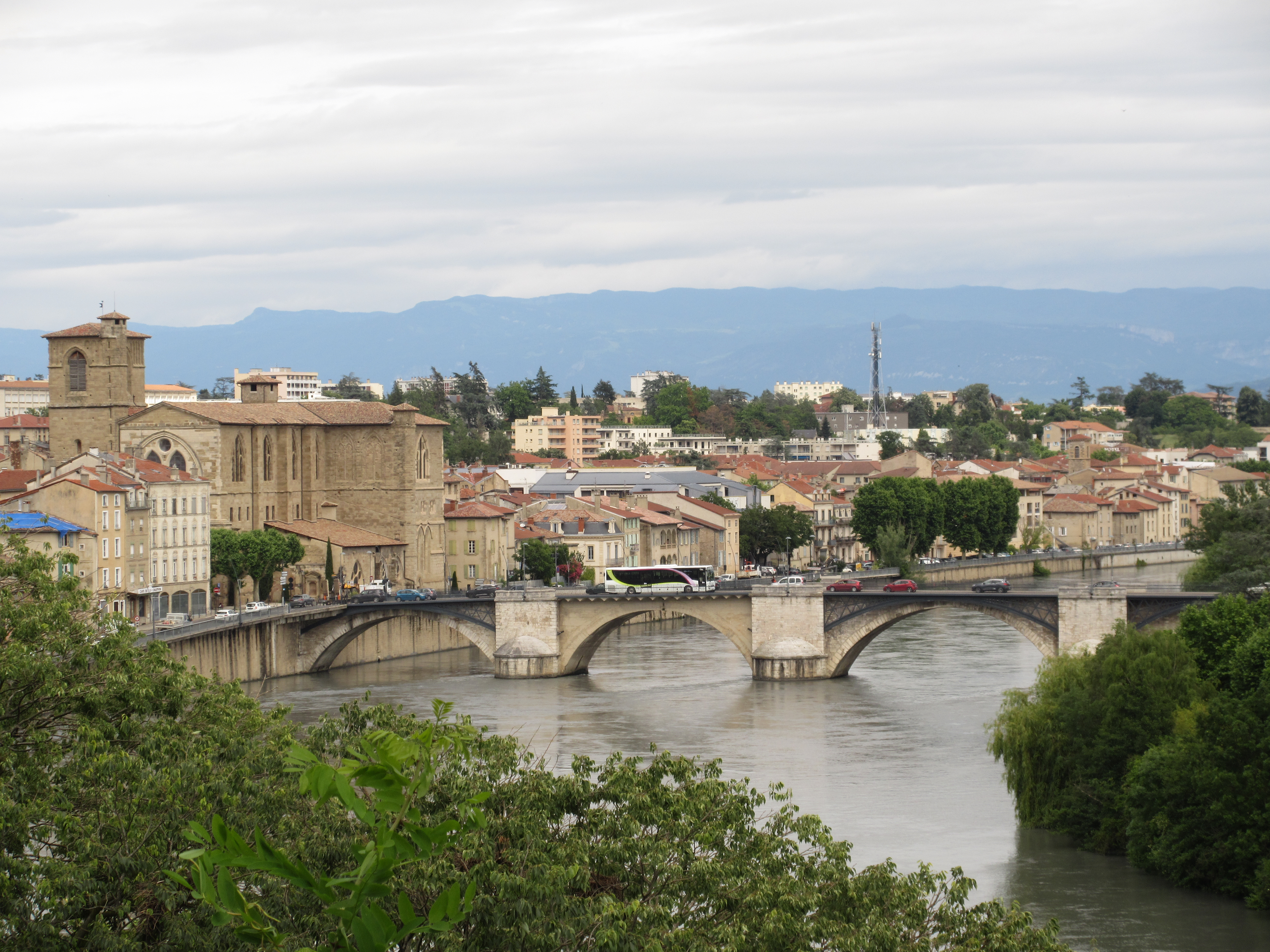
A folyó Romansnál
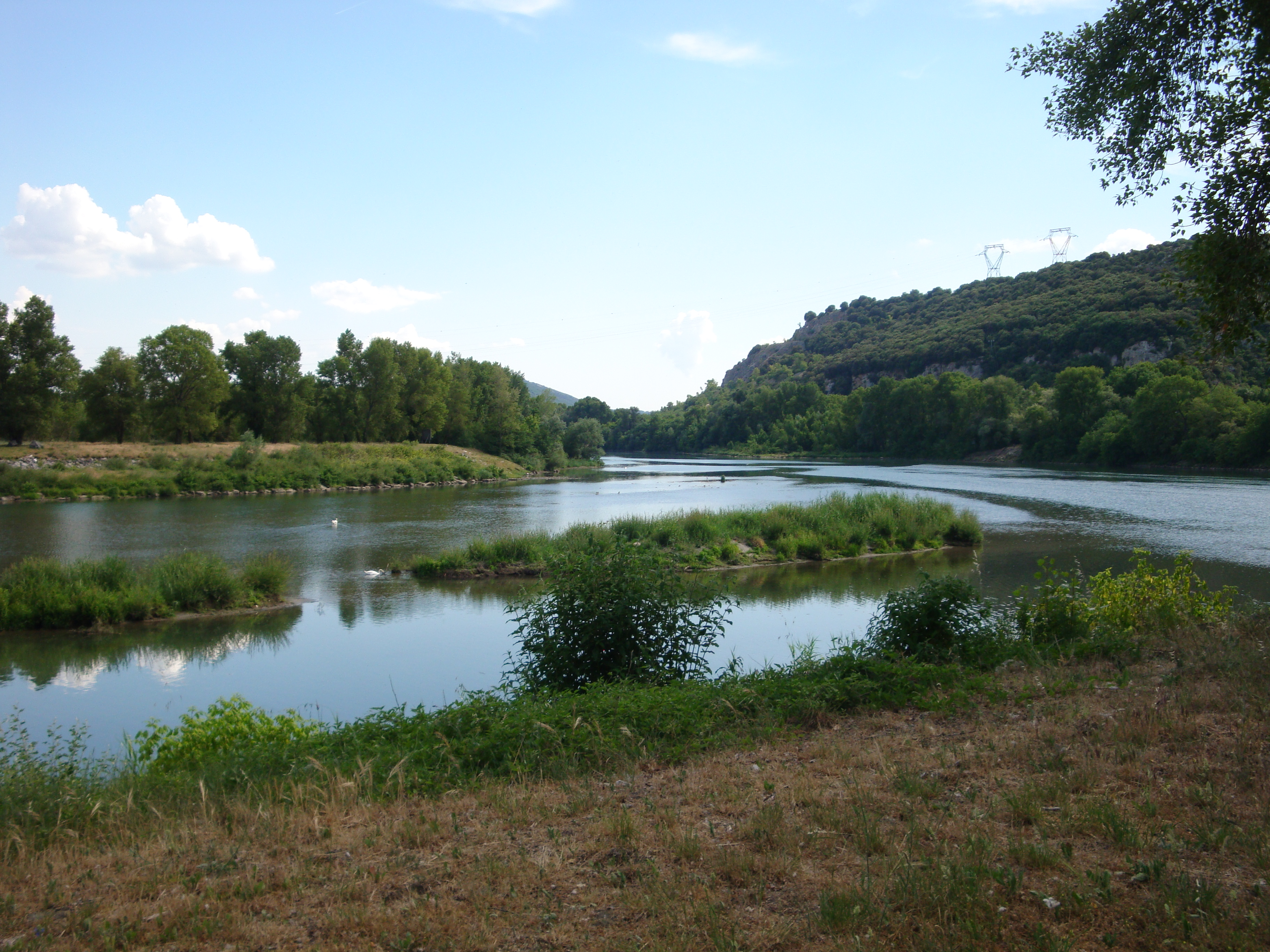
A torkolat